# سیلاس وایر میچل
سیلاس وایر میچل (به انگلیسی: Silas Weir Mitchell) هنرپیشه اهل آمریکا است.

## فیلم‌شناسی
او در مجموعه‌های تلویزیونی همچون بخش فوریت‌های پزشکی، ۲۴، فرار از زندان، پرونده‌های اکس، سی‌اس‌آی، سی‌اس‌آی: میامی، شش فوت زیر زمین، نام من ارل است، مانک، دکستر، مهره سوخته، قانون و نظم: واحد قربانیان ویژه، منتالیست و گریم و فیلم‌های دوزخ و پرچم‌های پدران ما ، همه ده یارد، تب چمنزار و قلب یک مخاطب بازی کرده است.